# Butterbean’s Café
Butterbean’s Café ist eine irisch-US-amerikanische Fernsehserie für Vorschulkinder, die seit 2018 produziert wird. Die Erstausstrahlung im deutschsprachigen Raum war am 3. Februar 2019 auf Nick Jr. zu sehen.

## Handlung
Butterbean’s Café befindet sich im magischen Land Puddlebrook und folgt seinem Titelcharakter Butterbean, einer jungen Fee, die mit Hilfe ihrer Schwester Cricket und ihren Freunden Poppy, Dazzle und Jasper in ihrem eigenen Café arbeitet. Die Gäste des Cafés bestehen aus anthropomorphen Streifenhörnchen und Kaninchen. Neben dem Café wohnt die mürrische Frau Marmalady, die plant, Butterbean zu ruinieren, scheitert jedoch mit jedem Plan. In einem Running Gag durchbricht in jeder Folge eine andere Figur die vierte Wand, indem sie dem Betrachter die Situationen in der Folge erklären. Gemeinsam zaubern die Feen in den meisten Folgen erstaunliche Leckereien. Wenn der Leckerbissen erfolgreich gerettet wurde, pflanzt Butterbean eine farbenfrohe Überraschungsbohne, die die Folge mit „The Fairy Finish“ genannten Spezialeffekten beendet.

## Produktion und Veröffentlichung
Die Serie entstand bei Brown Bag Films unter der Regie von Damien O’Connor und Richard Keane. Die Idee stammt von Robert Scull und Jonny Belt und die Musik komponierte Mike Barnett. Die künstlerische Leitung lag bei Stephen O’Connor und das Charakterdesign entwarf Melissa Ballesteros. Insgesamt entstanden 43 Folgen.
Die Serie wurde in zwei Staffeln ausgestrahlt. Die erste mit 40 Folgen wurde erstmals vom 12. November 2018 bis zum 29. Dezember 2019 bei Nickelodeon in den USA gezeigt. Es folgten Ausstrahlungen unter anderen in Brasilien und Ungarn. Die deutsche Fassung wurde vom 3. bis 13. Februar 2019 bei Nick Jr. erstmals gezeigt. Seit dem 12. Januar 2020 wird in den USA die zweite Staffel ausgestrahlt.

## Synchronisation
| Rolle      | Englische Sprecher   | Deutsche Sprecher |
| ---------- | -------------------- | ----------------- |
| Butterbean | Margaret Ying Drake  | Rieke Werner      |
| Cricket    | Gabriella Pizzolo    | Nina Schatton     |
| Poppy      | Kirrilee Berger      | Moira May         |
| Dazzle     | Olivia Grace Manning | Anwen Ortiz       |
| Jasper     | Koda Gursoy          | Carlos Fanselow   |
| Dottie     | Joanne Wilson        | Naomi Hadad       |
| Marmalady  | Alysia Reiner        | Aline Staskowiak  |